# La Chapelle-en-Valgaudémar
La Chapelle-en-Valgaudémar ist eine französische Gemeinde im Département Hautes-Alpes in der Region Provence-Alpes-Côte d’Azur. Sie gehört zum Kanton Saint-Bonnet-en-Champsaur im Arrondissement Gap. 

## Geographie
Der Dorfkern befindet sich auf 1050 m in den Seealpen. Dreitausender in der Gemeindegemarkung heißen L’Olan (3564 m), Les Bans (3669 m), Le Sirac (3440 m) und Vieux Chaillol (3163 m). Die Gemeinde grenzt im Nordwesten an Valjouffrey, im Norden an Saint-Christophe-en-Oisans, im Osten an Vallouise-Pelvoux mit Vallouise, im Süden an Champoléon, im Südwesten an La Motte-en-Champsaur sowie im Westen an Saint-Jacques-en-Valgodemard und Villar-Loubière.

## Bevölkerungsentwicklung
| Jahr      | 1962 | 1968 | 1975 | 1982 | 1990 | 1999 | 2008 | 2012 |
| Einwohner | 204  | 204  | 181  | 184  | 135  | 129  | 120  | 111  |